# Keshmīgī
Keshmīgī (persiska: کشمیگی) är en ort i Iran.   Den ligger i provinsen Hormozgan, i den sydöstra delen av landet, 1 200 km sydost om huvudstaden Teheran. Keshmīgī ligger 525 meter över havet och antalet invånare är 121.
Terrängen runt Keshmīgī är huvudsakligen kuperad, men åt sydost är den platt. Keshmīgī ligger nere i en dal. Runt Keshmīgī är det mycket glesbefolkat, med 7 invånare per kvadratkilometer. Närmaste större samhälle är Kūh-e Ḩeydar, 12,7 km nordväst om Keshmīgī. Trakten runt Keshmīgī är ofruktbar med lite eller ingen växtlighet.